# Carbonara al Ticino
Pour les articles homonymes, voir Carbonara.
Carbonara al Ticino est une commune italienne de la province de Pavie, dans la région Lombardie.

## Histoire
De nombreux vestiges de l'âge du bronze retrouvés sur le territoire de la commune semble suggérer que cette région était habitée dès la préhistoire.
La commune est mentionnée officiellement dès 891 comme possession du monastère de Saint-Marin.
Par la suite, Carbonara al Ticino passa aux mains de la seigneurie des Beccaria. Au XVe siècle, ce territoire passa à une branche cadette de la famille Visconti.
En 1693, il parvint aux Lonati, puis en 1768 à Antonio Maria della Chiesa, qui fut nommé marquis de Carbonara.

## Administration
| Période                                  | Période | Identité | Étiquette | Qualité |
| ---------------------------------------- | ------- | -------- | --------- | ------- |
|                                          |         |          |           |         |
| Les données manquantes sont à compléter. |         |          |           |         |

### Communes limitrophes
Cava Manara, Pavia di Udine, San Martino Siccomario, Torre d'Isola, Villanova d'Ardenghi, Zerbolò, Zinasco.

## Culture locale et patrimoine

### Architecture religieuse
Église paroissiale San Giovanni Evangelista
C’était à l’origine un centre religieux monastique. Les premières archives paroissiales remontent à 1610. Entre 1673 et 1753, l’église a été agrandie de trois nefs avec une façade de style néoclassique. En 1820, les nouvelles cloches ont été mises en place.